# Immeuble du Bessol
L'Immeuble du Bessol est un bâtiment situé dans le commune de Beaulieu-sur-Dordogne, dans le département de la Corrèze. 

## Historique
L'immeuble daté du XVIIe siècle, est inscrit au titre des monuments historiques, depuis le 22 août 1949.
Le rez-de-chaussée accueille, de nos jours, l'office du tourisme de la commune de Beaulieu-sur-Dordogne.

## Personnalités liées au bâtiment
- Joseph Arthur Dufaure du Bessol, général, né dans cet immeuble en 1828.